# Dercé
Dercé là một xã, tọa lạc ở tỉnh Vienne trong vùng Nouvelle-Aquitaine, Pháp. Xã này có diện tích 12,28 km², dân số năm 2006 là 166 người. Xã nằm ở khu vực có độ cao từ 62–136 m trên mực nước biển.
Dân địa phương danh xưng tiếng Pháp là Dercéens.

## Biến động dân số
| Năm | 1962 | 1968 | 1975 | 1982 | 1990 | 1999 | 2006 |
| --- | ---- | ---- | ---- | ---- | ---- | ---- | ---- |
| Dân số | 345  | 345  | 294  | 235  | 188  | 170  | 166  |
| From the year 1962 on: No double counting—residents of multiple communes (e.g. students and military personnel) are counted only once. |      |      |      |      |      |      |      |

- Dercé trên trang mạng của Viện địa lý quốc gia Lưu trữ ngày 12 tháng 3 năm 2007 tại Wayback Machine